# 法円寺 (岐阜市)
法円寺（ほうえんじ、法圓寺）は岐阜県岐阜市伊奈波通にある阿弥陀如来を本尊とする浄土宗鎮西派の寺院。

## 概要
山号は遍照山。美濃四国3番札所。
応永6年（1399年）3月に山県郡大桑の地に廣蓮社大誉が創建したと伝わる。天文3年（1534年）、斎藤山城守により檀家と共に岐阜に移転した。
貞享3年（1686年）近隣の火災に巻き込まれて焼失したが、9世の念誉龍無の手により再興した。明治24年（1873年）には濃尾地震により倒壊し全焼している。その後、瑞巌和尚により再興した。境内には清庵少玉禅尼の文明15年銘五輪塔がある。